# Sinan Özen
Sinan Özen (Rize, 1 de março de 1964) é um cantor, compositor, actor e apresentador de televisão turco, muito popular no seu país, que tem publicado vários álbuns de estudio desde 1989.

## Vida e carreira
Sinan Ozen nasceu em Chayeli, Rize, na Turquia. A sua família mudou-se para İzmit, onde Sinan passou vários anos da sua infância. Mais tarde mudou-se com a sua família para Istambul onde recebeu a sua educação primária e secundária. De volta a Rize, ingressou à universidade. Sinan Ozen tinha uma grande paixão pela música desde a sua juventude e a sua primeira tentativa de ingressar neste mundo foi em 1981 quando se apresentou num concurso de canções anunciado num jornal local. Participou e ganhou o concurso, no entanto, ainda não gozava de reconhecimento comercial no seu país.
Mais tarde conheceu Suheyla Altmisdort, um tutor numa academia musical que lhe deu aulas de música instrumental e de solfejo. Também recebeu instrução musical da parte de Irfan Ozbakir, um popular compositor turco. Apoiado pelos seus tutores, se escreveu no Conservatório Estatal da Universidade de Istambul e foi aceite no Departamento de Música Clássica Turca em 1982, onde se graduou em 1988.
A sua carreira como músico profissional teve o seu início com o lançamento do seu álbum de estúdio Ruyalarim olmasa (Se não tivesse sonhos) em 1989. Entre 1989 e 2016, Sinan Ozen tem produzido 17 álbuns, incluindo um disco de música clássica turca e dois singles.

## Discografia

### Singles
- 2015 Sevismeliyiz
- 2013 Yikilir Istanbul

### Álbuns
- 2014 Babamin Sarkilari ve Ince Saz
- 2011 Usta
- 2010 Sinan Ozen
- 2007 Odun Vermem
- 2006 Askin S Hali
- 2004 Islak islak
- 2003 Quero Comer Teus Lábios & Senin Agzini Yerim Ben
- 2002 Serseri Gonlum
- 2000 Gitsem Uzaklara
- 1998 Tek Basina
- 1997 Evlere Senlik
- 1996 Sigaramin Dumani Sen
- 1994 Kapina Gul Biraktim
- 1993 Olurum Yoluna
- 1992 Opsene Beni
- 1991 Asik Olmak Istiyorum
- 1990 Kar Tanesi
- 1989 Ruyalarim Olmasa[3]

### EPs
- 2011 Ben Seni Sevdim ft. Asli Gungor
- 2003 Senin Agzini Yerim
- 1998 Caresizim
- 1998 Tek Basina
- 1997 Evlere Senlik
- 1996 Sigaramin Dumani
- 1994 Kapina Kirmizi Bir Gul Biraktim
- 1993 Olurum Yoluna
- 1992 Opsene Beni
- 1991 Dertli Ud
- 1990 Kar Tanesi
- 1989 Ruyalarim Olmasa

### Vídeos musicais
- Radyoda Bir Ince Saz
- Yikilir Istanbul
- Ben Seni Sevdim
- Teessuf Ederim
- Yasamak
- Cok Ama Cok
- Bisey Olmaz Deme
- Bilemiyorum
- Sana Kiyamam
- Seni Dusunuyorum
- Canim Yandi
- Odun Vermem
- Seni Oyle Cok
- Koptugu Yerde Birak
- Ellerini Birak
- Sildim
- Islak Islak
- Kulagimdan Op Beni
- Yatiya Geldim
- Uyusun Da Buyusun
- Gulum
- Ezanlar Bizim Icin
- Hazalim
- Caresizim
- Aglayamadim
- Sigaramin Dumani Sen
- Vicdansizlar
- Basimin Tatli Belasi
- Evlere Senlik
- Senin Agzini Yerim

## Filmografia
- Gecenin Isiltisi
- Arka Sokaklar 2. Sezon
- Tirvana
- Kuraslarin Efendisi
- Sinan Ozen Soyluyor